# Regno del Laos (1945)
Il Regno del Laos venne fondato dal Giappone come suo stato fantoccio nell'aprile 1945, sopprimendo il precedente protettorato francese del Laos a seguito del colpo di Stato giapponese in Indocina. Il Regno ebbe vita breve, visto che dopo la resa del Giappone nell'agosto dello stesso anno venne rioccupato dai francesi.